# Annabel Scholey
Annabel Scholey, född 10 januari 1984 i Wakefield, är en brittisk skådespelare.
Scholey har bland annat medverkat i TV-serierna I famnen på en mördare, The Split och Medici.
Hon var gift med nordirländske skådespelaren Ciarán McMenamin 2017–2023.

## Filmografi (i urval)
- 2016–2018 – Medici (TV-serie)
- 2018–2022 – The Split (TV-serie)
- 2023 – I famnen på en mördare (TV-serie)
- 2023 – The Serial Killer's Wife (TV-serie)
- 2024 – Rivals (TV-serie)
- 2024 – Dead and Buried (TV-serie)